# 叉尾雲南鰍
叉尾云南鳅（学名：Yunnanilus forkicaudalis）为輻鰭魚綱鲤形目條鳅科云南鳅属的其中一種，分布於中國雲南省黑龍潭流域，棲息在湖泊底層水域，生活習性不明

## 扩展阅读
維基物種上的相關：叉尾云南鳅